# 華裔學志
華裔學志（Monumenta Serica. Journal of Oriental Studies）是一种汉学期刊。现时由德国华裔学志研究中心（Monumenta Serica Institute）在奥古斯丁（Sankt Augustin）发行。该刊把中国文化历史的遗迹介绍给西方人。 
华裔学志杂志从1934年由北京辅仁大学汉学家鲍润生担任主编。当时的辅大校长陈垣（1880-1971）十分重视这份刊物，並为之確定中文名称为《華裔學志》並沿用至今。

## 外部連結
- 华裔学志杂志 （页面存档备份，存于）
- 华裔学志研究中心 （页面存档备份，存于）